# Taxonomie (biologie)
Taxonomia este o ramură importantă a biologiei care se ocupă cu prezentarea organismelor în ordinea apariției lor pe Pământ ținând cont de înrudirile care există între acestea. Deoarece organismele au fost împărțite inițial în două regnuri, vegetal și animal s-a dezvoltat la început o taxonomie vegetală și una animală.

## Evoluția sistemului de clasificare
| Linnaeus 1735 | Haeckel 1866 | Chatton 1925 | Copeland 1938 | Whittaker 1969 | Woese et al. 1990 | Cavalier-Smith 1998  | Cavalier-Smith 2015  |
| ------------- | ------------ | ------------ | ------------- | -------------- | ----------------- | -------------------- | -------------------- |
| 2 regnuri     | 3 regnuri    | 2 domenii    | 4 regnuri     | 5 regnuri      | 3 domenii         | 2 domenii, 6 regnuri | 2 domenii, 7 regnuri |
| (netratat)    | Protista     | Prokaryota   | Monera        | Monera         | Bacteria          | Bacteria             | Bacteria             |
| (netratat)    | Protista     | Prokaryota   | Monera        | Monera         | Archaea           | Bacteria             | Archaea              |
| (netratat)    | Protista     | Eukaryota    | Protista      | Protista       | Eucarya           | Protozoa             | Protozoa             |
| (netratat)    | Protista     | Eukaryota    | Protista      | Protista       | Eucarya           | Chromista            | Chromista            |
| Vegetabilia   | Plantae      | Eukaryota    | Plantae       | Plantae        | Eucarya           | Plantae              | Plantae              |
| Vegetabilia   | Plantae      | Eukaryota    | Plantae       | Fungi          | Eucarya           | Fungi                | Fungi                |
| Animalia      | Animalia     | Eukaryota    | Animalia      | Animalia       | Eucarya           | Animalia             | Animalia             |